# Karma Girls
Singles de Indochine
Song for a Dream
(2018) Gloria
(2019)
Karma Girls est une chanson interprétée par le groupe français Indochine, écrite par Jean-Louis Murat et composée par Nicola Sirkis et Olivier Gérard. Il s'agit du cinquième extrait de l'album 13, sorti en single le 13 mars 2019.
C'est la seconde fois que Jean-Louis Murat écrit pour Indochine après la chanson Un singe en hiver qui figure sur l'album Paradize sorti en mars 2002 et qui fut extraite en single en novembre 2003.

## Thème
Nicola Sirkis chante un texte de Jean-Louis Murat qui raconte une amitié indéfectible qui dure jusque dans l'au-delà.

## Clip
Le clip, réalisé par Nicola Sirkis, est dévoilé le 12 juillet 2019. Tourné en partie en Inde, au Pakistan, et surtout lors des deux derniers concerts du 13 Tour au stade Pierre-Mauroy à Lille, il rend hommage aux fans du groupe, montrant le public filmé au ralenti. Nicola Sirkis y apparaît plusieurs fois de dos en train de traverser la foule ou sur la scène,.

## 13 Tour
Karma Girls a toujours été interprétée lors du 13 Tour, à part pour les festivals (elle est néanmoins jouée lors du Festival de Nîmes et la Foire aux Vins) et pour certains concerts de l'Acte 2, où elle est jouée en alternance avec Cartagène. Hormis pour l'émission Alcaline, elle a toujours été chantée en dernier rappel et, par conséquent, termine les concerts.

## Liste des supports
CD single (promo)
1. Karma Girls (Radio Edit) - 4:07

CD maxi, 33 tours, cassette
1. Karma Girls (Version album) - 6:33
2. Karma Girls (Radio Edit) - 4:07
3. Karma Girls (Live @ AccorHotels Arena - novembre 2018) - 7:20
4. Karma Girls (Instrumental) - 6:33
5. Karma Mix - 8:13

Le CD maxi, le 33 tours (avec un drapeau) et la cassette ont été commercialisés le 14 juin 2019,.

## Classements hebdomadaires
| Classement (2019)                     | Meilleure position |
| ------------------------------------- | ------------------ |
| Belgique (Wallonie Ultratip 50)       | 24                 |
| France (SNEP - Ventes hors streaming) | 1                  |